# Natrijev bisulfit
Natrijev bisulfit (natrijev hidrogen sulfit, natrijev disulfit, NaHSO3, E 222), bezbojne sjajne prizme koje mirišu na sumporov dioksid i lako se otapaju u vodi.

## Dobivanje
Dobiva se uvođenjem sumporovog dioksida u otopinu natrijevog karbonata (Na2CO3).

## Uporaba
Upotrebljava se kao reduktivno sredstvo u proizvodnji boja, za bijeljenje, za konzerviranje namirnica - gdje ima najveću primjenu, u kožarstvu, u fotografiji, prilikom raznih dezinfekcijskih čišćenja i pročišćavanja, itd.
Doda li se njegovoj otopini odgovarajuća količina sode, dobiva se otopina natrijevog sulfita (Na2SO3) koja kristaliziranjem daje sol Na2SO3 x 7H2O; kristale bez boje i mirisa, koji na zraku vjetre i služe u slične svrhe kao disulfit.